# Crotalaria exilipes
Crotalaria exilipes är en ärtväxtart som beskrevs av Roger Marcus Polhill. Crotalaria exilipes ingår i släktet sunnhampor, och familjen ärtväxter. IUCN kategoriserar arten globalt som sårbar. Inga underarter finns listade i Catalogue of Life.